# Zánártí

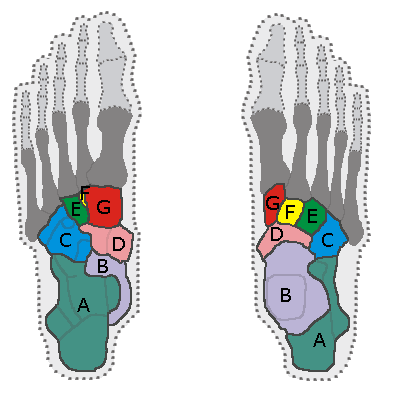
Pohled na lidskou nohu zespoda a seshora: A – patní kost, B – hlezenní kost, C – krychlová kost, D – loďkovitá kost, E – vnější klínová kost, F – střední klínová kost, G – vnitřní klínová kost

Zánártí (latinsky tarsus) je část nohy člověka i jiných čtvernožců. U člověka spojuje hlezenní kloub s nártem a skládá se ze sedmi zánártních kostí:
- hlezenní kost (talus) – utváří s holenní kostí a lýtkovou kostí hlezenní kloub
- patní kost (calcaneus) – největší ze zánártních kostí, tvoří patu
- krychlová kost (os cuboideum)
- loďkovitá kost (os naviculare)
- vnitřní klínová kost (os cuneiforme mediale)
- střední klínová kost (os cuneiforme intermedium)
- vnější klínová kost (os cuneiforme laterale)

## Zlomeniny zánártí
Zlomeniny zánártí se, dle závažnosti, léčí konzervativně nebo chirurgicky pomocí zevní fixace nebo vnitřní fixace. Diagnóza zlomeniny je hlavně radiologická.